# Radovan Karadžić

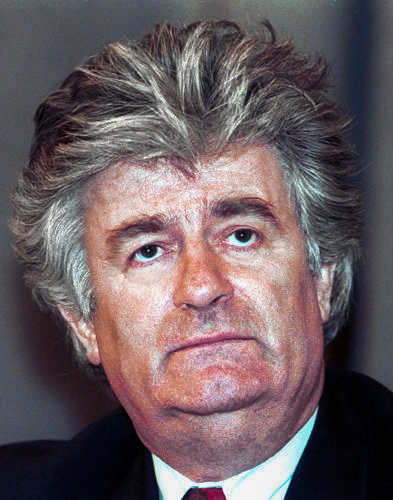
Radovan Karadžić, 1994

Radovan Karadžić [ˈkaradʒitɕ] (serbisch-kyrillisch Радован Караџић; * 19. Juni 1945 in Petnjica, Jugoslawien) ist ein ehemaliger jugoslawischer und bosnisch-serbischer Politiker und verurteilter Kriegsverbrecher.
Karadžić war von 1990 bis 1992 Parlamentspräsident der Sozialistischen Republik Bosnien und Herzegowina und von 1992 bis 1996 Präsident der Republika Srpska in Bosnien und Herzegowina. Im Zusammenhang mit dem Bosnienkrieg erging 1996 ein internationaler Haftbefehl des UN-Kriegsverbrechertribunals in Den Haag gegen ihn, der am 21. Juli 2008 zu seiner Festnahme in Belgrad führte. Das Haager Tribunal warf ihm vor, während seiner Amtszeit als Präsident Kriegsverbrechen, Völkermord und Verbrechen gegen die Menschlichkeit befohlen zu haben. Im März 2019 wurde er aufgrund dieser Anklagepunkte zu lebenslanger Freiheitsstrafe verurteilt, seit 2021 verbüßt er seine Strafe im Vereinigten Königreich.

## Herkunft, Beruf und Privatleben
Radovan Karadžić entstammt einer Familie, deren Mitglieder im Zweiten Weltkrieg auf Seiten der Tschetniks kämpften. Als 15-Jähriger zog er 1960 mit Eltern und Geschwistern nach Sarajevo. Dort machte er später Abitur und nahm ein Medizinstudium auf, das er 1971 als Doktor der Medizin abschloss. Anschließend war er als Psychiater tätig, zunächst im Krankenhaus von Sarajevo. 1974/75 verbrachte er nach Weiterbildungsaufenthalten in Zagreb und Belgrad auch ein Postgraduate-Studienjahr an der Columbia University, New York. Nach seiner Rückkehr gründete er eine eigene Praxis im 20 Kilometer östlich von Sarajevo gelegenen Pale und spezialisierte sich auf Gruppentherapie und Gruppenanalyse in seinem Fachgebiet Neurosen und Depressionen. Medienberichten zufolge arbeitete er Anfang der 1980er Jahre als psychologischer Betreuer für den Sportverein FC Barcelona, andere verorten ihn um diese Zeit in ähnlicher Funktion beim FK Sarajevo und 1983 bei FK Roter Stern Belgrad. Karadžićs Mentor war Jovan Rašković.
Bereits früh begann Radovan Karadžić, Kindergedichte zu schreiben und im Stil serbischer Volksmusik zu komponieren. Von 1968 bis 1990 veröffentlichte er vier Gedichtbände, wobei bereits der erste, Ludo koplje (deutsch: Verrückte Lanze), vom Kampfgeist der Serben handelt. Während seines Belgrad-Aufenthalts lernte er den damals schon bekannten Romancier und Essayisten Dobrica Ćosić kennen, der ihn stark beeinflusste und in die literarische Szene der Hauptstadt einführte.
Radovan Karadžić ist verheiratet. Er hat eine Tochter und einen Sohn.

## Aufstieg zum Präsidenten der Republika Srpska
Nach dem Ende des Einparteiensystems in Jugoslawien gründete Jovan Rašković im Juli 1990 die Serbische Demokratische Partei (SDS) in Bosnien-Herzegowina. Nachdem mehrere politisch profilierte Persönlichkeiten abgesagt hatten, wurde Karadžić deren erster Vorsitzender. Bei den ersten freien Wahlen in Bosnien-Herzegowina am 18. November und 2. Dezember 1990 errang die SDS unter seiner Führung 72 der 240 Sitze der ersten Kammer des bosnischen Parlaments und wurde damit zweitstärkste Fraktion. Mit seinen Schriften und Reden versuchte Karadžić das Feindbild, das manche Serben von den Osmanen als einstigen Herrschern in Südosteuropa hatten, auf die (ebenfalls muslimischen) Bosniaken zu übertragen.
Nach den im Frühjahr und Sommer 1991 in Kroatien ausgebrochenen Kämpfen und der Bildung der Republik Serbische Krajina wurden unter seiner Herrschaft im September 1991 in Bosnien-Herzegowina die Serbischen Autonomen Regionen Bosnische Krajina, Herzegowina und Romanija ausgerufen. Im Laufe der Diskussionen über die Unabhängigkeit Bosnien-Herzegowinas, das zu diesem Zeitpunkt noch Teil Jugoslawiens war, organisierte Karadžić am 9. November 1991 in den serbischen Regionen ein Referendum über einen gemeinsamen Staat der bosnischen Serben mit Serbien, Montenegro und der Republik Serbische Krajina. 90 Prozent der bosnischen Serben stimmten diesem Plan zu. Am 9. Januar 1992 wurde dann die Serbische Republik Bosnien-Herzegowina (später umbenannt in Republika Srpska, etwa: „Serbische Republik“) gegründet, deren erster Präsident Radovan Karadžić war.
Am 25. Januar 1992 wurde im bosnischen Parlament eine Volksabstimmung über die Unabhängigkeit beschlossen. Dies wurde von Karadžić als „Kriegserklärung an die Serben“ bezeichnet. Das am 29. Februar und 1. März durchgeführte Referendum, das eine überwältigende Zustimmung zur Unabhängigkeit ergab, wurde nach Aufrufen von Karadžić und anderen serbischen Führern von der serbischen Bevölkerung boykottiert.

## Rolle im Bosnienkrieg

### Kriegsbeginn 1992
Nach der Ausrufung der Unabhängigkeit Bosnien-Herzegowinas am 3. März 1992 brachen in ganz Bosnien Kämpfe aus. Am 1. April zog die SDS auf Anweisung Karadžićs ihre Mitarbeiter aus dem Innenministerium von Bosnien-Herzegowina zurück, konzentrierte ihre Macht in Pale und begann einen Krieg gegen die anderen bosnischen Bevölkerungsgruppen. Unter Ausnutzung der auch zwischen den bosnischen Kroaten und Bosniaken bestehenden Spannungen traf sich Karadžić am 6. Mai 1992 mit Mate Boban, dem Führer der bosnisch-herzegowinischen Kroaten, in Graz. Die Gespräche über die Aufteilung Bosnien-Herzegowinas wurden aber, auch auf internationalen Druck hin, nicht erfolgreich abgeschlossen.
Bis zum Dezember 1992 gelang es den bosnischen Serben unter Karadžićs Präsidentschaft und der militärischen Führung von Ratko Mladić mit Unterstützung Serbiens 70 Prozent des Gebiets von Bosnien-Herzegowina unter ihre Kontrolle zu bringen sowie die Hauptstadt Sarajevo permanent zu belagern (siehe: Belagerung von Sarajevo). Karadžić wird beschuldigt, die dabei vorgenommenen ethnischen Säuberungen und Übergriffe auf Zivilisten geplant und befohlen zu haben.
In den beiden folgenden Jahren kam es zu keiner wesentlichen Veränderung der Situation. Zwar gab es einige internationale Bemühungen, zu einer Friedenslösung zu kommen und es wurden UN-Schutzzonen für eingekesselte Städte wie Srebrenica und Goražde eingerichtet. Aber besonders die Maximalforderungen der bosnischen Serben unter Karadžić verhinderten den Abschluss eines Friedensvertrages.

### Eskalation und Friedensschluss ab 1995
Erst 1995 gab es wieder substanzielle Bewegungen. Nach einigen militärischen Rückschlägen und dem Ende eines vereinbarten viermonatigen Waffenstillstands ordnete Karadžić am 27. März 1995 die totale Mobilmachung in der Republika Srpska an.
Im Mai gelang es Kroatien mit westlicher Unterstützung, große Teile des bis dahin von Serben gehaltenen Gebiets West-Slawonien unter seine Kontrolle zu bringen. Daraufhin begannen die bosnischen Serben damit, UN-Soldaten der UNPROFOR-Einheiten als Geiseln zu nehmen. Zeitweise befanden sich über 300 von ihnen in der Gewalt der Serben. Auf Befehl Karadžićs nahmen serbische Truppen unter Ratko Mladić am 11. Juli 1995 die UN-Schutzzone Srebrenica ein, in der sich über 40.000 bosnische Flüchtlinge aufhielten. Die niederländischen UN-Truppen der Einheit Dutchbat unter Thomas Karremans leisteten keinen Widerstand. Während Mladićs Truppen die muslimischen Frauen und Kinder in Richtung Tuzla vertrieben, ermordeten sie den größten Teil der männlichen Bevölkerung, mindestens 6975 Menschen. Am 20. Juli erlitt die Stadt Žepa ein ähnliches Schicksal. Dort wurden aber alle Einwohner vertrieben. Trotz der Einnahme beider Städte wurde die militärische Lage immer schwieriger. Kroatien hatte inzwischen auch die Gebiete zwischen Knin und Slunj zurückerobert, die zur selbsternannten „Republik Serbische Krajina“ gehörten. Dies führte zu einem Machtkampf zwischen Karadžić und General Mladić. Am 23. August forderte Karadžić als Basis für neue Friedensverhandlungen 63 Prozent des Gebiets von Bosnien-Herzegowina für die Serben.
Aufgrund der zunehmenden Landgewinne der kroatischen, aber auch der bosnischen Truppen musste Karadžić schließlich hinnehmen, dass die weiteren Friedensverhandlungen nicht mit ihm, sondern direkt mit den Präsidenten Bosnien-Herzegowinas, Serbiens und Kroatiens, Izetbegović, Milošević und Tuđman, geführt wurden. Diese endeten am 21. November in Dayton mit einem Friedensabkommen. Es gestand der nun so genannten Republika Srpska 49 Prozent des Territoriums von Bosnien-Herzegowina zu. Dazu musste diese zwischenzeitlich eroberte Gebiete wie Ilidža und Sarajevo-Grbavica, die bis dahin von bosnischen Serben bewohnt wurden, an die Bosniakisch-Kroatische Föderation abtreten. Karadžić organisierte daraufhin ein Referendum in beiden Orten, bei der die Abtretung von nahezu 100 Prozent der Teilnehmer abgelehnt wurde. Die Unterzeichnung des Dayton-Vertrags am 14. Dezember 1995 in Paris, der den Bosnienkrieg beendete, konnte er aber nicht mehr verhindern. Am 20. Februar 1996 ordnete Karadžić schließlich die Räumung der Orte an, der die meisten der noch verbliebenen 80.000 Einwohner auch Folge leisteten.
Aufgrund des anhaltenden internationalen Drucks musste Karadžić am 30. Juni 1996 als Präsident der Republika Srpska zurücktreten. Neue Präsidentin wurde die später ebenfalls vom UN-Kriegsverbrechertribunal verurteilte Biljana Plavšić.

## Strafverfolgung durch das UN-Kriegsverbrechertribunal

### Ermittlungen und internationaler Haftbefehl
Nachdem Sarajevo am 9. April 1995 von serbischen Truppen schwer beschossen worden war, gab das UN-Kriegsverbrechertribunal am 24. April bekannt, dass es gegen Karadžić und Ratko Mladić ermittelt. Am 14. November reichte es eine erweiterte Anklageschrift ein, am 11. Juli 1996 erließ es einen internationalen Haftbefehl. Konkret vorgeworfen wurden ihm:
- Völkermord
- Verbrechen gegen die Menschlichkeit (Vertreibung, Mord, Folter)
- Verstöße gegen das Kriegsrecht (u. a. „Terrorisierung der Bewohner von Sarajevo“)

Nachdem die OSZE die Verantwortung für die Einhaltung des Dayton-Abkommens übernommen hatte, drohte sie, die SDS nicht zu den bevorstehenden Wahlen zuzulassen, deshalb musste Karadžić am 19. Juli 1996 den Vorsitz der SDS abgeben. Trotz des Haftbefehls unternahmen aber zunächst weder die neue Regierung der Republika Srpska noch die internationale Friedenstruppe IFOR ernsthafte Anstrengungen, Karadžić zu verhaften. So konnte er noch im Februar 1997 mit erneuter Gewalt für den Fall drohen, dass die Stadt Brčko, deren Status im Dayton-Abkommen nicht geklärt worden war, nicht in die Republika Srpska eingegliedert würde.

### Flucht
Zwar gab es in den Folgejahren immer wieder einzelne, teils halbherzige Bemühungen, die nunmehr untergetauchten Karadžić und Ratko Mladić ausfindig zu machen und zu verhaften, aber auch durch die Unterstützung von Regierungsbeamten der Republika Srpska und zunächst wohl auch seitens Miloševićs konnten sie sich immer wieder dem Zugriff entziehen. Dies auch, weil sie möglicherweise von Teilen der Bevölkerung besonders im Osten Bosniens gedeckt wurden. Auch eine von den Vereinigten Staaten ausgerufene Belohnung von jeweils fünf Millionen US-Dollar für Hinweise zur Verhaftung von Karadžić und Mladić hatte nicht zu deren Festnahme geführt. Erst im Juni 2004 gab es ernsthafte Anzeichen, dass der internationale Bosnien-Beauftragte Paddy Ashdown mit Hilfe der inzwischen in SFOR (Stabilization Force) umbenannten NATO-Truppe Karadžić zu finden und zu verhaften gedachte. Dazu setzte er am 30. Juni des Jahres 59 Amtsträger der Republika Srpska (unter anderen den SDS-Vorsitzenden Dragan Kalinić) ab, die im Verdacht standen, Karadžić zu decken und ihn weiterhin logistisch und finanziell zu unterstützen. Ende Juli 2005 appellierte Karadžićs Ehefrau Ljiljana Zelen-Karadžić im bosnischen und serbischen Fernsehen an ihren Mann, sich freiwillig dem ICTY zu stellen. Als Gründe hierfür gab sie den „permanenten Druck von allen Seiten“ an. Karadžićs Aufenthaltsort wurde von der EUFOR in der Republika Srpska vermutet. In verschiedenen Zeitungsberichten wurde immer wieder behauptet, er sei in der Republika Srpska, in Belgrad oder am 7. Mai 2005 sogar in Nikšić (Montenegro) bei der Beerdigung seiner Mutter gesehen worden.

### Festnahme
Am Abend des 21. Juli 2008 verkündete das serbische Präsidialamt schließlich die Festnahme Karadžićs in Serbien. Nach Angaben serbischer Ermittler habe er vor seiner Festnahme unter falscher Identität und mit stark verändertem äußeren Erscheinungsbild als „Dragan David Dabić“ unbehelligt in Belgrad gelebt und in einer Arztpraxis als Alternativmediziner gearbeitet. Zunächst war er in Belgrad inhaftiert; sein Anwalt hatte eine Beschwerde gegen die Auslieferung an das Haager Tribunal angekündigt, diese dann aber nicht eingelegt.
Der echte Dragan Dabić arbeitet als Bauer und Bauarbeiter in Ruma. Karadžić gelangte an dessen Papiere und lebte bis zu seiner Festnahme unter falscher Identität. Nach der Verhaftung Karadžićs war zunächst fälschlich gemutmaßt worden, Dabić sei 1993 einem Heckenschützen zum Opfer gefallen.

### Strafverfahren

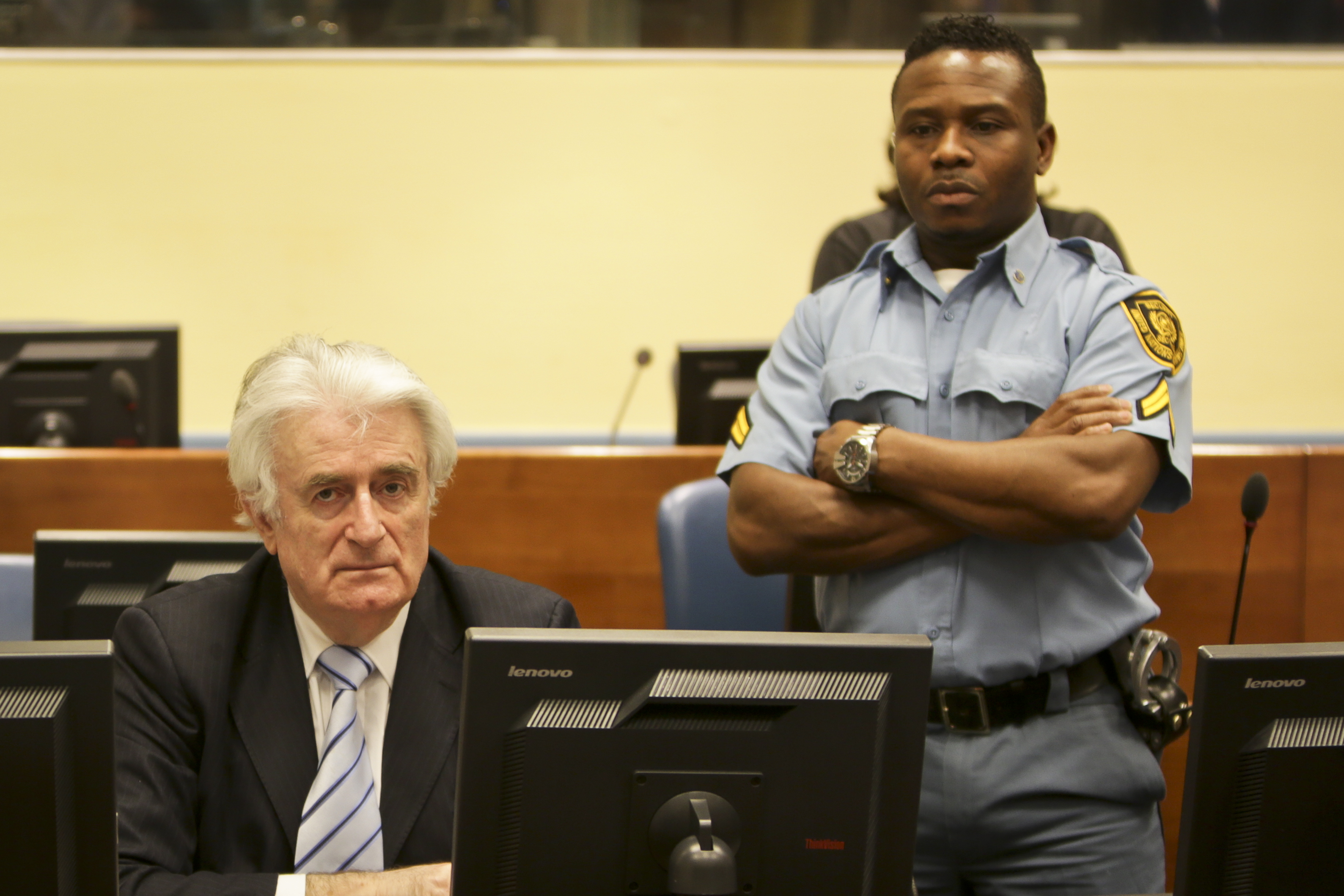
Zu Beginn einer Verhandlung 2016

Ab den Morgenstunden des 30. Juli 2008 befand Karadžić sich in der United Nations Detention Unit, der Untersuchungshaftanstalt des Internationalen Strafgerichtshofs für das ehemalige Jugoslawien im Den Haager Stadtteil Scheveningen. Am 31. Juli 2008 erschien er zur ersten Einvernahme vor dem Haager Tribunal auf eigenen Wunsch ohne Strafverteidiger. Am 26. Oktober 2009 begann der Prozess vor dem Internationalen Strafgerichtshof für das ehemalige Jugoslawien in Den Haag ohne den Angeklagten Karadžić. Zum ersten Mal im Laufe des Prozesses äußerte sich Karadžić am 1. März 2010. Er wies jegliche Schuld am Bosnienkrieg von sich. Die bosnischen Serben hätten sich nur gegen islamische Fundamentalisten verteidigt, die Bosnien nach dem Zerfall Jugoslawiens für sich beanspruchen wollten.
Das Gericht schloss die Beweisaufnahme am 4. Mai 2012 ab. Am 28. Juni 2012 sprach es Karadžić in einem von insgesamt elf Anklagepunkten, dem Völkermord in bosnischen Gemeinden, frei. Zwei Wochen vor diesem Zwischenurteil forderte er in Den Haag seinen Freispruch in allen elf Anklagepunkten. Im Verlauf des Prozesses wurden ihm noch zehn weitere Verbrechen angelastet. Er blieb unter anderem für das Massaker an muslimischen Jungen und Männern in Srebrenica wegen Völkermordes sowie in neun weiteren Punkten wegen Kriegsverbrechen und Verbrechen gegen die Menschlichkeit weiterhin angeklagt.
Karadžić, der sich auf eigenen Wunsch selbst verteidigte, bezeichnete sich selbst vor dem UNO-Tribunal als einen „milden und toleranten Menschen“ und präsentierte sich als „Friedenstifter“. Er habe alles Mögliche getan, um diesen Krieg zu vermeiden, und er habe außerdem auch die Zahl der Opfer verringert. Er sagte, dass er „statt hier als Angeklagter zu erscheinen, (für die Bemühungen) ausgezeichnet werden“ sollte. Karadžić wies auch abermals jegliche Schuld am Massaker von Srebrenica von sich; er habe befohlen, diese Bewohner zu schützen und er wisse nichts von diesem dort geschehenen Völkermord. Er habe nur einen militärischen Einsatz gegen islamische Kämpfer befohlen. Des Weiteren beteuerte er auch seine Unschuld an der jahrelangen Belagerung der bosnischen Hauptstadt Sarajevo, der 10.000 Menschen zum Opfer fielen. Die Moslems bzw. Bosniaken hätten vielmehr „schamlos“ Angriffe inszeniert, um somit ein internationales Eingreifen zu ihren Gunsten und gegen die Serben zu erreichen.
Im Juli 2013 hob das UN-Kriegsverbrechertribunal für das ehemalige Jugoslawien den Teilfreispruch von 2012 auf.
Am 24. März 2016 sprach ihn das UN-Kriegsverbrechertribunal für Kriegsverbrechen bei der Belagerung Sarajevos, Verbrechen gegen die Menschlichkeit in Teilen Bosniens und für den Völkermord in Srebrenica mit 8000 Toten schuldig und verurteilte ihn zu insgesamt 40 Jahren Haft. Sowohl Karadžić als auch die Ankläger legten Berufung ein. Im Berufungsverfahren wurde er am 20. März 2019 unanfechtbar zu lebenslanger Haft verurteilt und 2021 in das Vereinigte Königreich verlegt.

## Künstlerische Verarbeitung
Der Spielfilm Hunting Party aus dem Jahre 2007 ist teilweise von der Suche einer Gruppe westlicher Journalisten nach Karadžić beeinflusst.
Im Roman Die kleinen roten Stühle der irischen Schriftstellerin Edna O’Brien ist eine der Hauptfiguren praktisch identisch mit Karadžić. Die Handlung spielt nach Karadžićs Untertauchen und wurde nach Irland verlegt.
Der polnische Regisseur Paweł Pawlikowski veröffentlichte 1992 den BBC-Dokumentarfilm Serbian Epics über die Motive und Traditionen der Serben im Bosnienkrieg, im Mittelpunkt des Films steht die Person Radovan Karadžić und dessen Familie.